# Recreo (Catamarca)
Recreo est une ville de la province de Catamarca et le chef-lieu du département de La Paz en Argentine. Elle est située à 206 km de San Fernando del Valle de Catamarca, la capitale provinciale.

## Personnalités liées à la commune
- Luis Vázquez (2001-), footballeur né à Recreo.

## Voir aussi

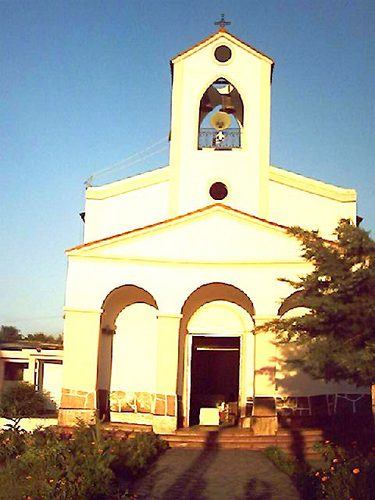
Église San Roque.
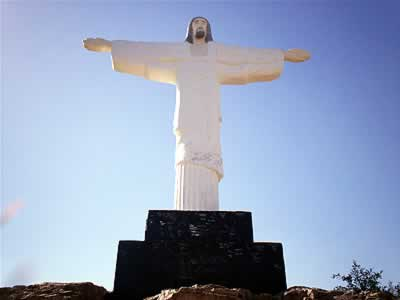
Le Christ de Recreo.